# ベルナール・クシュネル
ベルナール・ジャン・クシュネル（フランス語: Bernard Jean Kouchner、1939年11月1日 - ）は、フランスの政治家、医者、外交官。国境なき医師団（1971年）と、世界の医療団（1980年）というNGOの設立者の一人で、元国連高等職員。2007年5月18日よりフランソワ・フィヨン内閣でフランスの外務・ヨーロッパ関係大臣を務めた。

## 経歴

### 政治的背景を持った人道活動家
南東部アヴィニョン生まれ。ユダヤ人の父とプロテスタントの母を持つ。父方の祖父は1908年にラトビアからフランスへ移住した。社会活動家として1960年代初めにフランス共産党に入党、のち社会党、左派急進党を経て、現在は社会党に復帰している。エマウス運動創設者のピエール神父との共著による『神と人間（Dieu et les hommes）』をはじめ、数冊の著書がある。最初の妻は法学教授のエヴリン・ピジェ（女優マリー＝フランス・ピジェの姉）、現在はベルギー人ジャーナリストのクリスティーヌ・オクランと再婚。子供は最初の妻との間に3人、再婚の妻との間に一人。
1968年5月の第5共和国革命時にはパリ大学医学部のストライキ委員会の幹部であった。その後、フランス医療救援団と共にビアフラで活動し、この団体が1971年、『国境なき医師団（Médecins sans frontières）』と変革するのにあたって貢献をした。エマニュエル・ダスティエと共に『Événement』誌の発刊に参加した後、1970年代を通して『Actuel』誌に定期的に協力する。1979年に、国境なき医師団の指導者グループ内でクロード・マルレと対立して国境なき医師団を離脱、『世界の医療団（Médecins du monde）』を創設した。徐々に現場レポーターのような活動をするようになり、次第にメディア、特にテレビのニュース番組への登場が増えて批判されるようになり、特に1992年12月のソマリアでの人道活動については厳しく批判された。
1987年に「介入の権利」Le droit d'ingérenceの執筆で知られる法学者のマリオ・ベタッティとの共著「介入義務」Le devoir d'ingérenceで国際機関の人道的介入を主張し、1988年には国家書記官としてフランス政府に入閣、1992年から1993年にかけて保健・人道活動大臣を務めた。

### 国内政治・国際舞台での重要人物として
1993年に、『人道活動のための財団（Fondation pour l’action humanitaire）』を設立する。1994年には社会党員でありながら、ミシェル・ロカールの党派として欧州議会議員に選出され、1995年にベルナール・タピの後を追うように左派急進党に入党、同党の報道官となった。彼はアラン・ジュペの社会保障改革に、左派陣営が一斉に反対を表明する中で個人的見解として賛意を表明している。また『Réunir協会』を率いて、ミシェル・ロカールと同時にリオネル・ジョスパンとも近い関係にある。数回にわたって欧州議員の座から国会議員の地位を狙ったが失敗（1988年ノルド地方、1994年モゼル地方、1996年ガルダンヌ地方補欠選挙）、1998年10月6日に社会党に再入党。
1999年7月から2001年1月にかけて、国連高等代表としてコソボの統治にあたる。この任務は国際連合安全保障理事会が『国際文民統括』機関による統治を認めた第1244号決議を受けてのことである。戦争で荒廃した地域において、人道的援助、市民生活の統治、経済政策、民主主義機構の発展の4種の活動の指揮を取ることになり、彼自身の理論を実践する場となった。
国連内部でも、2005年には国際連合難民高等弁務官、2006年には世界保健機関事務局長の候補となったが、貢献度、知名度、経験などにもかかわらず選出されずに終わっている。

### 政治家としての位置づけ
2003年初頭、ベルナール・クシュネルは『反戦争、反フセイン』と要約される文章で、サッダーム・フセインがイラクを亡命することに賛意を表明した。この立場については介入は国際的なものでなければいけないとしている。また、ベルナール・クシュネルはアメリカ合衆国のイラク統治政策については批判的であり、過去の経験から何も学んでいない、と苦言を呈している。
2004年には米紙『タイム』に、「人権の名においてアメリカ合衆国のイラク介入を支持した」として「100人の最も世界で影響力を持った人物」の一人として取り上げられた。
ベルナール・クシュネルが選挙では、個人として2回の立候補をしたにもかかわらず当選したことがない、というのは特筆すべきことである。社会党の政治実行要員となることを長年避け続け、自分の所属政党である社会党とは一風変わった政治的立場を貫いてきた。社会党員でありながら、右派の推進する新規採用契約やフランス電力公社の株式公開などの政策に賛成したりしている。自身、自らを社会民主主義的傾向を持った左派の運動家と表現している。

#### 2007年の大統領選挙にて
2006年1月11日、2007年フランス大統領選挙において「幅広く候補が立候補する予備選挙の候補となる」ことを表明した。
2006年12月には、もしニコラ・サルコジが大統領に選出された場合、国家連合内閣に参加する意思があることを、社会党への忠誠を前提とした上で明らかにしている。.
2007年2月、社会党のセゴレーヌ・ロワイヤル候補の後援キャンペーンの一員となるが、フランソワ・バイル候補の掲げる政党枠の開放を主張し続けた。この流れより、ミシェル・ロカールの呼びかけに応じて、既に第一回投票の前の4月15日には社会党とフランス民主連合の協調を目指す立場を取った。

#### 外務大臣
2007年5月18日、社会党員でありながらフランソワ・フィヨン首相の率いる内閣で、長年望んでいた外務・ヨーロッパ関係大臣を引き受ける。社会党は直後に書記長名で除名の手続きを早急に検討するとした。フランソワ・オランド書記長の発言は以下の通りである：「（クシュネルは）事実上、本日除名されたようなもので、自分の所属する党の候補者に反対の立場を表明したのと同じように自動的なことだ（訳注：大統領選挙の第2回投票前にサルコジ支持に回ったエリック・ベッソンも入閣している）。ベルナール・クシュネルはこの政府の協力者である。したがって彼は国民議会選挙において、社会党に敵対して右派を支持することになる。」
ベルナール・クシュネルは2007年5月20日付けの『ル・モンド』紙に『なぜ引き受けたのか』と題する記事を寄稿し、社会民主主義を掲げる身として右派の政府に歩調をあわせることになったかを、以下のように語っている。「以前から、そして現在も自分は社会民主主義という思想の下に自由な一人の人間である。多くの点において自分とは考え方の合わない人々と仕事することを選んだからといって、それが社会党員としての立場を変えるつもりはない。（中略）これからも、開かれた考え方をもって、いつかフランスに社会民主主義が成立するように考え、そして戦い続けるつもりだ。」続けて、職務と、内閣での立場について「フランスの外交政策は右派というものでも左派というものでもない。日々変遷する世界情勢の中でフランスの立場を確立するもので、決意と進歩性を必要とされる。フランスの外交を率いるという職務を任せるにあたって、（サルコジ）大統領は自分がサルコジ支持に回ることを期待してはいない。自分の信念のかなりの部分は彼の考えとは違い、また逆に彼の信念は自分には受け入れられないこともある。新しいスタイル、解釈、そして時代が、門戸開放という美しい呼び名の元に成功することを期待している。」
平均年齢53歳という内閣にあって、67歳で最年長の大臣となった。
2007年9月16日、テレビ出演でイランの核開発に懸念を示し「最悪の場合に備える必要がある」と発言。最悪の場合とは「戦争」と明言した。
2010年8月25日にサルコジ大統領宛の書面で外相辞任の意向を示したと報じられていた。
その後、2010年11月に実施された内閣改造の際に外相を辞し、同ポストをミシェル・アリヨ＝マリー司法相に譲った。

## 政治活動歴

### 議員歴
- 1994年-1997年：欧州議会議員

### フランス政府等での活動
- 閣僚歴:
  - 1992年4月4日 - 1993年3月30日 : 保健・人道政策相（ピエール・ベレゴヴォワ内閣）
  - 2007年5月18日 - 2010年11月13日: 外務・ヨーロッパ担当相（フランソワ・フィヨン第1次・第2次内閣）

- 閣外大臣:
  - 2001年2月6日 - 2002年5月7日 : 雇用・社会政策相付 保健大臣（リオネル・ジョスパン内閣）

- 政府書記官:
  - 1988年5月13日 - 1988年6月28日 : 社会問題担当・雇用相付 雇用促進担当書記官（ミシェル・ロカール第1次内閣）
  - 1988年5月13日 - 1991年5月17日 : 首相付 人道問題担当書記官（ミシェル・ロカール第1次内閣）
  - 1991年5月17日 - 1992年4月4日 : 内務相・外務相付 人道問題担当書記官（エディット・クレッソン内閣）
  - 1997年6月4日 - 1999年7月28日 : 雇用・社会政策相付 保健担当書記官（リオネル・ジョスパン内閣）

### その他の活動
- 1999年7月 - 2001年1月 ： 国際連合事務局長特使としてコソボに派遣。国際連合コソボ暫定行政ミッション(MINUK)を率いた。

- 2005年8月からのスリランカの人権問題大統領調査委員会に対する国際専門家独立組織(GIIEE)への欧州連合代表に任命される。